# 登坂又蔵

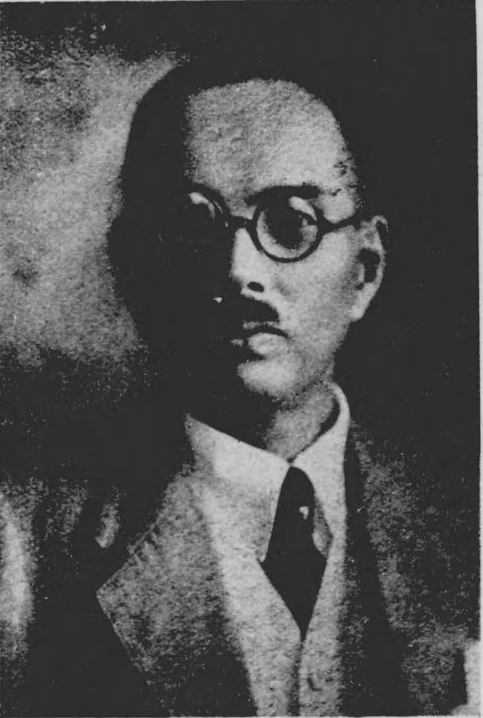
登坂又蔵

登坂 又蔵（のぼりさか またぞう、1875年（明治8年）1月2日 - 1944年（昭和19年）3月4日）は、大正から昭和時代前期の政治家、実業家。山形県米沢市長。

## 経歴
現在の山形県米沢市に生まれる。1897年（明治30年）京都市染織学校訓導を拝命し、1899年（明治32年）退職したのち、1905年（明治38年）東京高等工業学校染織科選科を卒業する。米沢義社取締役、奥羽電気常務取締役を経て、1915年（大正4年）9月、山形県会議員に当選し以来6期務めた。その間、米沢市会議員、同副議長、同議長を歴任。ついで1929年（昭和4年）3月、米沢市長に就任したのち、1933年（昭和8年）11月、山形県会議員に再選した。1944年（昭和19年）現職のまま死去した。
米沢市の上杉伯爵邸に胸像がある。